# Kierikki
Kierikki är en ort och ö i Överijo vid mynningen av Ijo älv i Norra Österbotten. 
I Kierikki finns omfattande boplatser från stenåldern (Kierikkisaari, Pahkakoski, Kuuselankangas och Purkajasuo) där intensiva undersökningar pågått i många repriser sedan 1960. Fyndmaterialet tillhör tiden 5000–3000 f.Kr. och omfattar bland annat rikligt med bärnstensföremål från Östersjöns södra kust och flintföremål importerade från trakterna av Vita havet. I mossen Purkajasuo har man funnit många olika slags fiskestängsel och spjälkatsor jämte övriga träföremål, vilket är ytterst sällsynt på stenåldersboplatser i Finland. Man har också undersökt långa räckor av stenåldershus, "våra äldsta radhus", några av dem upp till 60 meter långa med 5–7 bostäder och plats för flera familjer. Älven och dess mynning erbjöd ypperliga fångstmöjligheter med ett ekonomiskt uppsving som följd, och bosättningen flyttade västerut allteftersom tillandningen förändrade omgivningen. Bland de yngsta fynden förekommer asbestkeramik av så kallad Kierikkityp. I Kierikki har man uppfört ett arkeologiskt utställnings- och aktivitetscentrum som erhållit ett flertal pris, bland annat Träpriset 2002, Europa Nostra 2002 och Europas Museumsforum 2003.